# Генерал (США)
Генера́л (англ. General) — высшее воинское звание высшего офицерского состава (четырёхзвёздный генерал) в вооружённых силах США в мирное время. Соответствует званию «адмирал» в ВМС США.

Погон генерала Сухопутных войск США на повседневный китель синего цвета

Выше по рангу, чем генерал-лейтенант, и ниже, чем воинские звания Генерал армии и Генерал ВВС, которые присваиваются Конгрессом США лишь в военное время за особые боевые заслуги.

## Список генералов США

### Список генералов США
Находятся на действительной службе
| Фото | Имя                            | Дата присвоения звания | Должность                                                                                             | Годы службы          | Примечания |
| ---- | ------------------------------ | ---------------------- | --- | -------------------- | --- |
|      | Вашингтон, Джордж (1732—1799)  | 15 июня 1775           | Главнокомандующий армии США (1775—1783)                                                               | 1775—1783            | 4 июля 1976 посмертно присвоено звание генерала армий США, Президент США (1789—1797), Золотая медаль Конгресса США (1776)          |
|      | Грант, Улисс (1822—1885)       | 25 июля 1866           | Главнокомандующий армии США (1864—1869)                                                               | 1861—1869            | Президент США (1869—1877), Золотая медаль Конгресса США (1863)                                                                     |
|      | Шерман, Уильям (1820—1891)     | 4 марта 1869           | Главнокомандующий армии США (1869—1883)                                                               | 1861—1884            | Брат госсекретаря США Джона Шермана                                                                                                |
|      | Шеридан, Филип (1831—1888)     | 1 июня 1888            | Главнокомандующий армии США (1883—1888)                                                               | 1853—1888            | Умер от сердечного приступа дома, в рабочем кабинете                                                                               |
|      | Блисс, Таскер (1853—1930)      | 6 октября 1917         | Начальник штаба армии США (1917—1918)                                                                 | 1875—1920            | Военный представитель США в верховном совете Антанты (1918—1919)                                                                   |
|      | Першинг, Джон (1860—1948)      | 6 октября 1917         | Американские экспедиционные силы (1917—1921), начальник штаба армии США (1921—1924)                   | 1886—1924            | Пулитцеровская премия по истории (1932), Золотая медаль Конгресса США (1946)                                                       |
|      | Пейтон, Марч (1864—1955)       | 20 мая 1918            | Начальник штаба армии США (1918—1921)                                                                 | 1888—1921            | Уволен со службы в 1921, ушёл в отставку в июне 1930                                                                               |
|      | Саммэрел, Чарльз (1867—1955)   | 23 февраля 1929        | Начальник штаба армии США (1926—1930)                                                                 | 1892—1931            | Президент военного колледжа «Цитадель» (1931—1953)                                                                                 |
|      | Макартур, Дуглас (1880—1964)   | 21 ноября 1930         | Начальник штаба армии США (1930—1935)                                                                 | 1903—1951            | Золотая медаль Конгресса США (1962)                                                                                                |
|      | Малин, Крейг (1875—1945)       | 2 октября 1935         | Начальник штаба армии США (1935—1939)                                                                 | 1898—1939, 1941—1945 | Вышел в отставку в 1939, вернулся на службу в 1941                                                                                 |
|      | Маршалл, Джордж (1880—1959)    | 1 сентября 1939        | Начальник штаба армии США (1939—1945)                                                                 | 1902—1959            | Золотая медаль Конгресса США (1946), Госсекретарь США (1947—1949), министр обороны США (1950—1951), Нобелевская премия мира (1953) |
|      | Хайнс, Джон (1868—1968)        | 15 июня 1940           | В отставке                                                                                            | 1891—1932            | Начальник штаба армии США (1924-1926)                                                                                              |
|      | Эйзенхауэр, Дуайт (1890—1969)  | 11 февраля 1943        | Верховным главнокомандующим экспедиционными силами (1943—1945), начальник штаба армии США (1945—1948) | 1915—1953            | Президент США (1953—1961) |
|      | Арнольд, Генри (1886—1950)     | 19 марта 1943          | Командующий ВВС армии США (1942—1946)                                                                 | 1903—1946            | Единственный, кому было присвоено звание генерал ВВС США, май 1949                                                                 |
|      | Стилуэлл, Джозеф (1883—1946)   | 1 августа 1944         | Заместитель Верховного главнокомандующего ОВС по Юго-Восточной Азии (1943—1944)                       | 1904—1946            | Командующий армии сухопутных войск США (1945)                                                                                      |
|      | Крюгер, Уолтер (1881—1967)     | 5 марта 1945           | Командующий 6-й группой армий США (1943—1944)                                                         | 1898—1946            | 31 декабря 1945 передал права оккупации над Японией 8-й армии США                                                                  |
|      | Сомервелл, Брейон (1892—1955)  | 6 марта 1945           | Главнокомандующим войсками армейского снабжения (1942—1946)                                           | 1914—1946            | После отставки — президент компании «Копперс»                                                                                      |
|      | Макнерни, Джозеф (1893—1972)   | 7 марта 1945           | Зам.командующего войсками США на Средиземноморье (1944—1945)                                          | 1915—1952            | Главнокомандующим американскими оккупационными войсками в Германии (1945—1947)                                                     |
|      | Диверс, Джейкоб (1887—1979)    | 8 марта 1945           | Командующий 6-й группой армий США (1944—1945)                                                         | 1909—1949            | Командующий армии сухопутных войск США (1945—1948)                                                                                 |
|      | Кенней, Джордж (1889—1977)     | 9 марта 1945           | Член Военно-штабной комитет начальников штабов (1945—1946)                                            | 1917—1951            | Командующий стратегическим авиационным командованием (1946—1948)                                                                   |
|      | Кларк, Марк (1896—1984)        | 10 марта 1945          | Командующий оккупационными силами США в Австрии (1945—1947)                                           | 1917—1953            | Командующий 6-й армией США (1947—1949)                                                                                             |
|      | Спаатс, Карл (1891—1974)       | 11 марта 1945          | Командующий Тихоокеанскими ВВС США (1945—1946)                                                        | 1914—1948            | Командующий ВВС США (1946—1947) |
|      | Брэдли, Омар (1893—1981)       | 12 марта 1945          | Командующий 12-й группой армий (1944—1945)                                                            | 1915—1953            | Начальник штаба сухопутных войск США (1948—1949), Председатель комитета начальников штабов (генштаба) (1949—1950)                  |
|      | Хэнди, Томас (1892—1982)       | 13 марта 1945          | Заместитель начальника штаба сухопутных войск США (1944—1947)                                         | 1916—1954            | Командующий 4-й армией (1947—1949)                                                                                                 |
|      | Паттон, Джордж (1885—1945)     | 14 апреля 1945         | Главнокомандующим американскими оккупационными войсками в Германии (1945)                             | 1909—1945            | Погиб в автокатастрофе в Мангейме, Германия                                                                                        |
|      | Ходжес, Кортни (1887—1966)     | 15 апреля 1945         | Командующий 1-й армией (1944—1949)                                                                    | 1906—1949            | Губернатор Айленда (1946—1949) |
|      | Уэйнрайт, Джонатан (1883—1953) | 5 сентября 1945        | Командующий 5-й армией (1946)                                                                         | 1906—1947            | Командующий 4-й армией (1946—1947)                                                                                                 |
|      | Клей, Люсиус (1898—1978)       | 28 марта 1947          | Главнокомандующим американскими оккупационными войсками в Германии (1947—1949)                        | 1918—1949            | Председатель торговой компании (1950—1962)                                                                                         |
|      | Коллинз, Лоутон (1896—1987)    | 24 января 1948         | Заместитель начальника штаба армии (1948—1949)                                                        | 1917—1956            | Начальник штаба армии (1949—1953)                                                                                                  |

### Список генералов ВВС США
Находятся на действительной службе

### Список генералов Корпуса морской пехоты США
Находятся на действительной службе

### Список генералов ВМС США
Находятся на действительной службе

### Список генералов Береговой Охраны США
Находятся на действительной службе